# 5e cérémonie des Austin Film Critics Association Awards
La 5e cérémonie des Austin Film Critics Association Awards, décernés par la Austin Film Critics Association, a eu lieu le 15 décembre 2009, et a récompensé les films réalisés l'année précédente.

## Palmarès

### Top 10
1. Démineurs (The Hurt Locker)
2. Là-haut (Up)
3. Avatar
4. In the Air (Up in the Air)
5. A Serious Man
6. Inglourious Basterds
7. District 9
8. Max et les maximonstres (Where the Wild Things Are)
9. The Messenger et Moon (égalité)

### Catégories
- Meilleur film :
  - Démineurs (The Hurt Locker)
- Meilleur réalisateur :
  - Kathryn Bigelow pour Démineurs (The Hurt Locker)
- Meilleur acteur :
  - Colin Firth pour le rôle de George Carlyle Falconer dans A Single Man
- Meilleure actrice :
  - Mélanie Laurent pour le rôle de Shosanna Dreyfus dans Inglourious Basterds
- Meilleur acteur dans un second rôle :
  - Christoph Waltz pour le rôle du colonel Hans Landa dans Inglourious Basterds
- Meilleure actrice dans un second rôle :
  - Anna Kendrick pour le rôle de Natalie Keener dans In the Air (Up in the Air)
- Révélation de l'année :
  - Christian McKay – Me and Orson Welles
- Meilleur premier film :
  - Neill Blomkamp – District 9
- Meilleur scénario original :
  - Inglourious Basterds – Quentin Tarantino
- Meilleur scénario adapté :
  - In the Air  (Up in the  Air) – Jason Reitman et Sheldon Turner
- Meilleure photographie :
  - Démineurs (The Hurt Locker) – Barry Ackroyd
- Meilleure musique de film :
  - Là-haut (Up) – Michael Giacchino
- Meilleur film en langue étrangère :
  - Sin Nombre •  Mexique /  États-Unis
- Meilleur film d'animation :
  - Là-haut (Up)
- Meilleur film documentaire :
  - Anvil ! (Anvil! The Story of Anvil)
- Austin Film Award :
  - Me and Orson Welles – Richard Linklater